# Сєверний (Александровський район, Томська область)
Сє́верний (рос. Северный) — селище у складі Александровського району Томської області, Росія. Адміністративний центр Сєверного сільського поселення.

## Населення
Населення — 93 особи (2010; 163 у 2002).
Національний склад (станом на 2002 рік):
- росіяни — 77 %
- ханти — 5 %
- німці — 5 %